# Dia Mundial da Cultura Africana e Afrodescendente
O Dia Mundial da Cultura Africana e Afrodescendente é realizado todos os anos no dia 24 de janeiro e celebra as muitas culturas vibrantes do continente africano e das diásporas africanas em todo o mundo, reforçando o mandato da Organização das Nações Unidas para a Educação, a Ciência e a Cultura (UNESCO) de promover o respeito pela diversidade cultural e a criatividade humana em todo o mundo. Sendo uma fonte rica do patrimônio partilhado do mundo, a promoção da cultura africana e afrodescendente é crucial para o desenvolvimento sustentável, o respeito mútuo, o diálogo e a paz.
A UNESCO adotou o dia 24 de janeiro como o Dia Mundial da Cultura Africana e Afrodescendente na 40.ª sessão da Conferência Geral da UNESCO em 2019. Essa data coincide com a adoção da Carta para o Renascimento Cultural Africano em 2006 pelos Chefes de Estado e de Governo da União Africana. A comemoração desse dia também visa promover a ratificação e a implementação mais ampla possível dessa Carta Africana dos Direitos Humanos e dos Povos, fortalecendo assim o papel da cultura na promoção da paz no continente.
“Neste Dia Mundial, não é simplesmente uma cultura individual que estamos celebrando, mas uma infinidade de culturas de excepcional diversidade. Também estamos homenageando artistas de todos os países e de todas as áreas, desde o cinema, a música e a dança até a moda e o design, todos os setores criativos que sustentam os artistas, a fim de promover o renascimento cultural africano.”— Mensagem da Sra. Audrey Azoulay, Diretora-Geral da UNESCO, por ocasião do Dia Mundial da Cultura Africana e Afrodescendente 2023 
Este dia está em consonância com a década dos afrodescendentes, período entre 2015 e 2024, com o tema “Reconhecimento, Justiça e Desenvolvimento” (resolução 68/237), pela qual a Assembleia Geral das Nações Unidas reafirmou a importância do contributo das culturas africanas, tão ricas como diversificadas, construindo um mundo próspero.